# Trượt băng tốc độ cự ly ngắn tại Thế vận hội Mùa đông 2018 - 1500 mét nữ
Nội dung 1500 mét nữ của môn trượt băng tốc độ cự ly ngắn tại Thế vận hội Mùa đông 2018 diễn ra vào ngày 17 tháng 2 năm 2018 tại Gangneung Ice Arena ở Gangneung, Hàn Quốc.

## Kỷ lục
Trước giải đấu, các kỷ lục thế giới và Olympic như sau.
| Kỷ lục thế giới | Choi Min-jeong (KOR) | 2:14.354 | Thành phố Salt Lake, Hoa Kỳ | 12 tháng 11 năm 2016 |
| Kỷ lục Olympic  | Chu Dương (CHN)      | 2:16.993 | Vancouver, Canada           | 20 tháng 2 năm 2010  |

## Kết quả

### Vòng loại
Q – lọt vào Bán kết
ADV – đi tiếp
PEN – bị phạt
| Hạng | Nhóm | Tên                   | Quốc gia                     | Thời gian | Ghi chú |
| ---- | ---- | --------------------- | ---------------------------- | --------- | ------- |
| 1    | 1    | Arianna Fontana       | Ý                            | 2:28.494  | Q       |
| 2    | 1    | Jorien ter Mors       | Hà Lan                       | 2:28.587  | Q       |
| 3    | 1    | Sumire Kikuchi        | Nhật Bản                     | 2:29.665  | Q       |
| 4    | 1    | Kim Iong-a            | Kazakhstan                   | 2:29.875  |         |
| 5    | 1    | Shim Suk-hee          | Hàn Quốc                     | 2:39.984  |         |
|      | 1    | Sára Bácskai          | Hungary                      |           | PEN     |
| 1    | 2    | Han Yutong            | Trung Quốc                   | 2:31.158  | Q       |
| 2    | 2    | Marianne St-Gelais    | Canada                       | 2:31.274  | Q       |
| 3    | 2    | Martina Valcepina     | Ý                            | 2:31.370  | Q       |
| 4    | 2    | Kathryn Thomson       | Anh Quốc                     | 2:32.891  |         |
| 5    | 2    | Anna Seidel           | Đức                          | 2:56.976  | ADV     |
|      | 2    | Jessica Kooreman      | Hoa Kỳ                       |           | PEN     |
| 1    | 3    | Suzanne Schulting     | Hà Lan                       | 2:27.730  | Q       |
| 2    | 3    | Deanna Lockett        | Úc                           | 2:28.996  | Q       |
| 3    | 3    | Charlotte Gilmartin   | Anh Quốc                     | 2:29.005  | Q       |
| 4    | 3    | Michaela Sejpalová    | Cộng hòa Séc                 | 2:30.012  |         |
| 5    | 3    | Cheyenne Goh          | Singapore                    | 2:36.971  |         |
|      | 3    | Ekaterina Efremenkova | Vận động viên Olympic từ Nga |           | PEN     |
| 1    | 4    | Kim A-lang            | Hàn Quốc                     | 2:20.891  | Q       |
| 2    | 4    | Kim Boutin            | Canada                       | 2:21.149  | Q       |
| 3    | 4    | Véronique Pierron     | Pháp                         | 2:22.119  | Q       |
| 4    | 4    | Magdalena Warakomska  | Ba Lan                       | 2:23.693  |         |
|      | 4    | Anastassiya Krestova  | Kazakhstan                   |           | PEN     |
|      | 4    | Yuki Kikuchi          | Nhật Bản                     |           | PEN     |
| 1    | 5    | Elise Christie        | Anh Quốc                     | 2:29.316  | Q       |
| 2    | 5    | Chu Dương             | Trung Quốc                   | 2:29.587  | Q       |
| 3    | 5    | Valérie Maltais       | Canada                       | 2:29.877  | Q       |
| 4    | 5    | Tifany Huot-Marchand  | Pháp                         | 2:29.996  |         |
| 5    | 5    | Bianca Walter         | Đức                          | 2:30.819  |         |
| 6    | 5    | Maame Biney           | Hoa Kỳ                       | 2:31.819  |         |
| 1    | 6    | Choi Min-jeong        | Hàn Quốc                     | 2:24.595  | Q       |
| 2    | 6    | Petra Jászapáti       | Hungary                      | 2:25.022  | Q       |
| 3    | 6    | Li Jinyu              | Trung Quốc                   | 2:25.034  | Q       |
| 4    | 6    | Sofia Prosvirnova     | Vận động viên Olympic từ Nga | 2:25.553  |         |
| 5    | 6    | Lana Gehring          | Hoa Kỳ                       | 2:27.336  |         |
| 6    | 6    | Shione Kaminaga       | Nhật Bản                     | 2:28.719  |         |

### Bán kết
QA – lọt vào Chung kết A
QB – lọt vào Chung kết B
ADV – đi tiếp
PEN – bị phạt
| Hạng | Bán kết | Tên                 | Quốc gia   | Thời gian | Ghi chú |
| ---- | ------- | ------------------- | ---------- | --------- | ------- |
| 1    | 1       | Kim A-lang          | Hàn Quốc   | 2:22.691  | QA      |
| 2    | 1       | Kim Boutin          | Canada     | 2:22.799  | QA      |
| 3    | 1       | Han Yutong          | Trung Quốc | 2:22.826  | QB      |
| 4    | 1       | Martina Valcepina   | Ý          | 2:24.171  | QB      |
| 5    | 1       | Veronique Pierron   | Pháp       | 2:28.023  |         |
| 6    | 1       | Anna Seidel         | Đức        | 3:00.658  |         |
|      | 1       | Marianne St-Gelais  | Canada     |           | PEN     |
| 1    | 2       | Jorien ter Mors     | Hà Lan     | 2:34.385  | QA      |
| 2    | 2       | Arianna Fontana     | Ý          | 2:34.489  | QA      |
| 3    | 2       | Sumire Kikuchi      | Nhật Bản   | 2:34.526  | QB      |
| 4    | 2       | Suzanne Schulting   | Hà Lan     | 2:34.632  | QB      |
| 5    | 2       | Charlotte Gilmartin | Anh Quốc   | 3:00.691  |         |
| 6    | 2       | Deanna Lockett      | Úc         | 3:01.928  |         |
| 1    | 3       | Choi Min-jeong      | Hàn Quốc   | 2:22.295  | QA      |
| 2    | 3       | Petra Jászapáti     | Hungary    | 2:23.210  | QA      |
| 3    | 3       | Chu Dương           | Trung Quốc | 2:23.485  | QB      |
| 4    | 3       | Li Jinyu            | Trung Quốc | 2:33.005  | ADVA    |
|      | 3       | Valérie Maltais     | Canada     |           | PEN     |
|      | 3       | Elise Christie      | Anh Quốc   |           | PEN     |

### Chung kết B
| Hạng | Tên               | Quốc gia   | Thời gian | Ghi chú |
| ---- | ----------------- | ---------- | --------- | ------- |
| 8    | Chu Dương         | Trung Quốc | 2:35.241  |         |
| 9    | Han Yutong        | Trung Quốc | 2:36.548  |         |
| 10   | Suzanne Schulting | Hà Lan     | 2:37.163  |         |
| 11   | Sumire Kikuchi    | Nhật Bản   | 2:54.450  |         |
| 12   | Martina Valcepina | Ý          |           | PEN     |

### Chung kết A
| Hạng | Tên             | Quốc gia   | Thời gian | Ghi chú |
| ---- | --------------- | ---------- | --------- | ------- |
| 1    | Choi Min-jeong  | Hàn Quốc   | 2:24.948  |         |
| 2    | Li Jinyu        | Trung Quốc | 2:25.703  |         |
| 3    | Kim Boutin      | Canada     | 2:25.834  |         |
| 4    | Kim A-lang      | Hàn Quốc   | 2:25.941  |         |
| 5    | Jorien ter Mors | Hà Lan     | 2:25.955  |         |
| 6    | Petra Jászapáti | Hungary    | 2:26.138  |         |
| 7    | Arianna Fontana | Ý          | 2:27.475  |         |